# Giuseppe Matarrese
Giuseppe Matarrese (Andria, 3 giugno 1934 – Frascati, 27 giugno 2020) è stato un vescovo cattolico italiano.

## Biografia
Giuseppe Matarrese era fratello di Antonio e Vincenzo, esponenti di rilievo del calcio italiano, e dell'imprenditore edile Michele.

### Formazione e ministero sacerdotale
Frequentato il seminario ad Andria, fu ordinato sacerdote il 15 marzo 1959, ricoprendo quale primo incarico il ruolo vice parroco a Roma, nella chiesa di Santa Maria Ianua Coeli, quartiere di Montespaccato.
Dopo alcuni altri trasferimenti, restando comunque sempre entro Roma, nel 1969 fu assegnato al Tribunale del vicariato di Roma come scrittore. L'8 dicembre dell'anno successivo fu nominato parroco. Nel 1987 divenne presidente dell'Istituto interdiocesano per il sostentamento del clero delle diocesi di Roma e Ostia e tesoriere della Fondazione Migrantes della Conferenza Episcopale Italiana.

### Ministero episcopale
Nominato vescovo di Frascati, venne ordinato dal cardinale Ugo Poletti il 16 dicembre 1989 nell'arcibasilica lateranense, e prese possesso della diocesi il 14 gennaio. Il 10 maggio 2008 gli fu affiancato come cardinale vescovo Tarcisio Bertone.
Papa Benedetto XVI accettò la sua rinuncia al governo pastorale della sede suburbicaria di Frascati, secondo il canone 401 § 1 del Codice di diritto canonico, il 2 luglio 2009; lo stesso Sommo Pontefice chiamò a succedergli Raffaello Martinelli, del clero della diocesi di Bergamo, fino ad allora capo-ufficio della Congregazione per la dottrina della fede.

## Controversie
Nel 2005 fu al centro della polemica sulla laicità della politica, avendo invitato a votare Francesco Storace nelle elezioni per la nomina del presidente della Regione Lazio; il vescovo si difese dalle accuse affermando:
(Mons. Giuseppe Matarrese, La Repubblica, 25 febbraio 2005)
Nel giugno 2007 prese posizione contro gli omosessuali, avendo affermato che non possono entrare in Chiesa.

## Genealogia episcopale
La genealogia episcopale è:
- Cardinale Scipione Rebiba
- Cardinale Giulio Antonio Santori
- Cardinale Girolamo Bernerio, O.P.
- Arcivescovo Galeazzo Sanvitale
- Cardinale Ludovico Ludovisi
- Cardinale Luigi Caetani
- Cardinale Ulderico Carpegna
- Cardinale Paluzzo Paluzzi Altieri degli Albertoni
- Papa Benedetto XIII
- Papa Benedetto XIV
- Papa Clemente XIII
- Cardinale Marcantonio Colonna
- Cardinale Giacinto Sigismondo Gerdil, B.
- Cardinale Giulio Maria della Somaglia
- Cardinale Carlo Odescalchi, S.I.
- Cardinale Costantino Patrizi Naro
- Cardinale Lucido Maria Parocchi
- Papa Pio X
- Cardinale Gaetano De Lai
- Cardinale Raffaele Carlo Rossi, O.C.D.
- Arcivescovo Gilla Vincenzo Gremigni, M.S.C.
- Cardinale Ugo Poletti
- Vescovo Giuseppe Matarrese